# Rona Batho

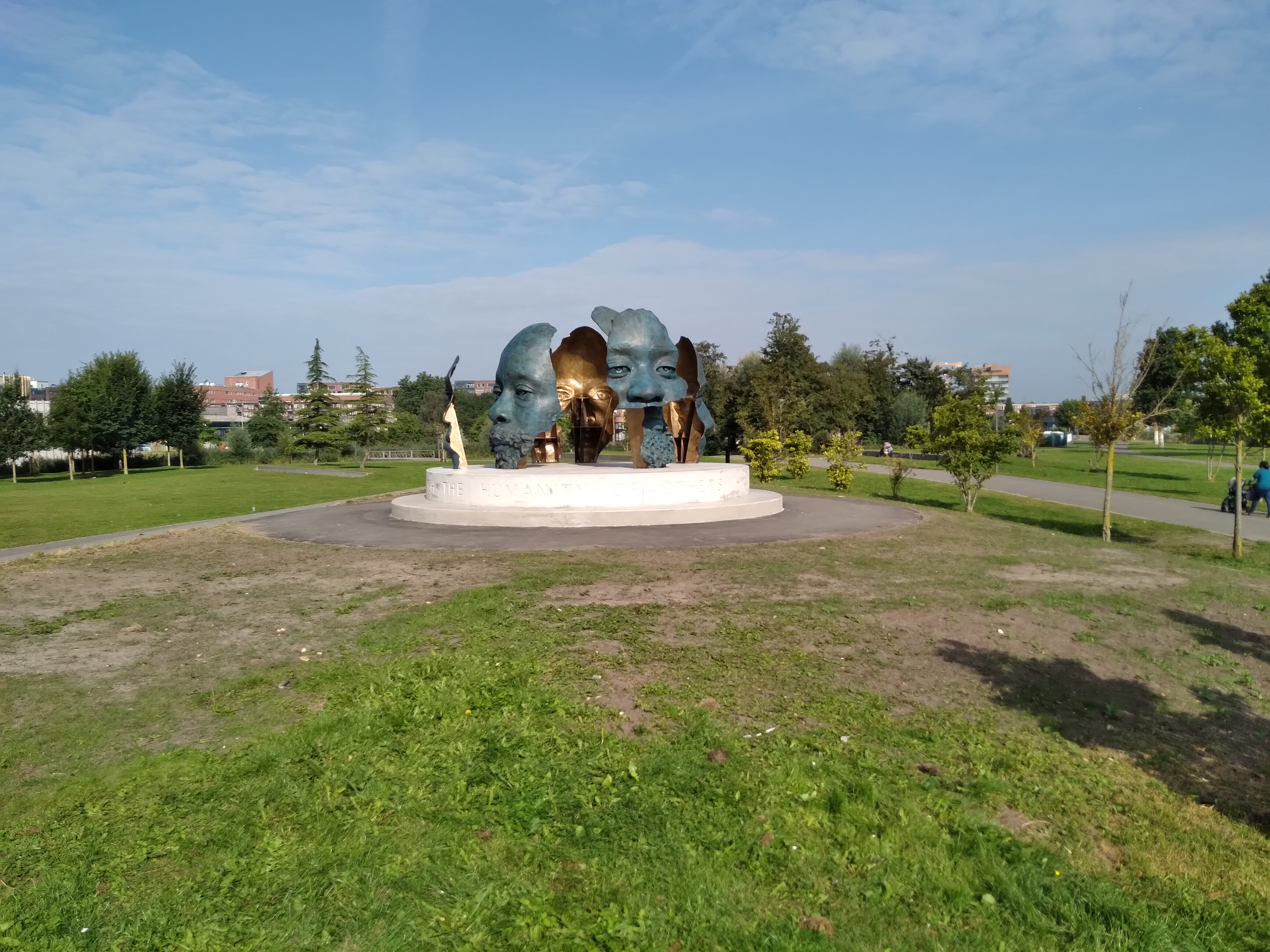
Rona Batho (7 september 2021)

Rona Batho is een artistiek kunstwerk in Amsterdam-Zuidoost.

## Geschiedenis
Het Amsterdamse Nelson Mandelapark moest het sinds haar naamgeving in 2014 zonder beeld van haar naamgever Nelson Mandela doen. Daarin kwam in september 2021 verandering in. Toen werd het Nelson Mandela gedenkteken onthuld onder de naam Rona Batho ("Wij het volk"). Onder burgemeester Eberhard van der Laan werd al geijverd om een dergelijk gedenkteken. Onder leiding van Stadsdeel Zuidoost werd door CBK Zuidoost (Centrum voor Beeldende Kunst) een wedstrijd opgestart. Opdracht was het maken van een gedenkteken, maar een portret of standbeeld van Mandela mocht het niet worden. Ongeveer vijftig kunstenaars schreven zich in en na een selectieprocedure (kenners en buurtbewoners) viel de keus op een groot werk van de Zuid-Afrikaanse kunstenaar Mohau Modisakeng, geboren in Soweto, 1986. De keus werd mede bepaald omdat de kunstenaar wel refereert aan Nelson Mandela, maar hem niet laat zien. Burgemeester Femke Halsema onthulde Rona Batho op 5 september 2021.

## Beeld
Het beeld staat op een heuveltje in het noordelijk deel van het park, nabij Bijlmer Parktheater. Op die heuvel ligt een betonnen plateau met een doorsnee van zes meter. In de ring is de tekst We are only human through the humanity of others ("We zijn menselijk door de menselijkheid van anderen") te lezen, een verwijzing naar de Ubuntufilosofie (Ik ben omdat wij zijn), iets dat Mandela regelmatig citeerde. Op het plateau, tevens dienende tot sokkel zijn zeven hoofden in brons neergezet. Modisakeng tekende tijdens het proces een aantal buurtbewoners, scande ze en liet via computertechniek hun portret in brons gieten. De kunstenaar vond bij het gedenkteken de ideeën van Mandela belangrijker dan de persoon zelf. Modisakeng beeldde tevens uit dat het gedachtegoed van Mandela in zijn ogen nog steeds in ontwikkeling is; het is terug te vinden in de incomplete hoofden en de niet in een perfecte cirkel staan van de hoofden. Ze lijken tegen elkaar aan te leunen.
Het beeld wordt begeleid door een infokolom.

## Kunstenaar
De keus voor Modisakeng voor een beeld werd als verrassend beschouwd. Hij was tot dit beeld voornamelijk bekend als fotograaf en videofilmer. Zijn werken verwijzen daarbij vaak naar het kolonialisme.